# 姚錫光
姚锡光（1857年—1921年），字石泉，又作石荃，江苏省丹徒县人，清末民初政治人物，军事理论家。

## 生平
姚锡光早年师从丹徒县的周伯义学习经、史以及天文、地理、兵法等。1878年，姚锡光任首任中国驻日公使何如璋的随员，驻日本。归国后，他受李鸿章赏识。1886年，经李鸿章檄请，他任北洋武备学堂教习，并为李鸿章幕僚。光绪十九年正月（1893年），他因在北洋海军出力五年，按例经北洋大臣李鸿章俟补直隶州后以知府用。1894年，山东巡抚李秉衡调他到山东，任前敌行营文案兼帮办营务处。甲午战争后，姚锡光离开莱州，任湖广总督张之洞幕僚。光绪廿二年正月（1896年），湖广总督张之洞调他到湖北任武备学堂提调兼自强学堂总稽查。1898年，姚锡光被张之洞派往日本考察学制。1899年他任安徽石棣县知县。1900年，他调署怀宁县事，安徽巡抚王之春任命他兼任武备学堂提调。1901年，他调署和州直隶州知州，兼充下游皖军营务处总办。此后1901年内他经管学大臣奏留京师，充任京师大学堂副总办，后又被北洋大臣袁世凯任命为发审公所监督，后兼充北洋大学堂总办，不久又由练兵处王大臣派署军政使副使，在1901年这一年实现了从地方官员到中央官员的蜕变。
1905年5月，他奉命赴内蒙古东部卓索图盟一带考察垦牧、蒙盐各等情形。7月5日，他经练兵处王大臣铁良奏补军政使副使缺。12月，他随肃亲王善耆考察东西盟蒙古事件，并写出了《筹蒙刍议》。1906年9月23日，他被陆军部宪堂任命为练兵处提调。1908年，因陆军部左侍郎寿勳丁忧，姚锡光署陆军部左侍郎。其间，姚锡光写出了《筹海军别录》。1909年，他任殖边学堂监督。1909年2月，因荫昌升迁，姚锡光任兵部右侍郎，11月被免职。1911年，他参与组织了帝国宪政实进会。该年他还任庆亲王内阁的弼德院顾问大臣。
辛亥革命后，他参加国民党。1912年8月25日國民黨在北京湖广会馆召開成立大會，他被推举为参议。袁世凯任大总统期间，他任蒙藏事务局总裁、口北宣抚使、查抚津保被灾商民专使等职。1912年5月12日，袁世凱下令在北京成立了五族國民合進會，總統府邊事顧問姚锡光任會長。1912年6月至12月，他任中华民国中央政府遣藏劝慰使，在赴西藏的行程中，因英属印度政府阻挠而滞留于印度。1914年5月，袁世凯任命他担任参政院参政。1923年1月31日，他被將軍府授“锡威将军”。

## 著作
- 东方兵事纪略
- 东瀛学校举概
- 筹藏刍议
- 筹蒙刍议
- 姚锡光日记
- 姚锡光文稿